# Burg Leitenbach
Die abgegangene Burg Leitenbach lag in dem Dorf Leitenbach, heute einem Stadtteil der niederbayerischen Stadt Mainburg im Landkreis Kelheim. Die Anlage befand sich ca. 220 m nordwestlich der Kapelle St. Johann Baptist an dem in die Abens einmündenden Leitenbach. Sie wird als „verebneter Burgstall des Mittelalters“ unter der Aktennummer D-2-7336-0021 als Bodendenkmal in der Bayerischen Denkmalliste geführt.

## Beschreibung
Die Turmhügelburg (Motte) ist im ersten Drittel des 12. Jahrhunderts errichtet worden. Auf dem Urkataster ist ein Kegelstumpf (im Volksmund als „Russenbuckel“ bezeichnet) mit 30 m Basisdurchmesser und etwa 15 m Plateaudurchmesser zu erkennen. Wie zu ersehen ist, bestand die Anlage aus einer Hauptburg und einer Vorburg, auf deren Platz sich heute noch ein Bauernhof befindet. Vermutlich waren diese Gebäude von einem Wassergraben in Form einer liegenden Acht umgeben. Im 19. Jahrhundert wurde dieser Hügel weitgehend abgetragen und 1902 wurde der Rest des Materials zur Straßenverbesserung vollständig entfernt. Heute führt die Bachstraße über die nicht mehr erkennbare Niederungsburg. Die Burganlage besaß wegen ihrer Platzierung in einem engen Tal einen geringen fortifikatorischen Wert; allerdings führte an ihr die seit der Römerzeit bestehende Trasse von Freising nach Hemau vorbei, und das begründet ihren verkehrsgeographischen Wert.

## Geschichte
Hier werden zwischen 1078 und 1098 „Ramfolt de Livtenbach“ und sein Sohn Lanzo genannt, die zur „familia“ des Bistums Freising gehören. Friedrich und Otto die Leutenbeck werden 1138 als Dienstmänner des Bistums Bamberg genannt. Wie sich aus diesen Unfreien das edelfreie Geschlecht der Leitenbacher entwickelt hat, ist nicht bekannt. Die Verbindungen der Bistümer Freising und Bamberg zu dieser Familie verlieren sich und es entwickeln sich Beziehungen zu dem Kloster Biburg, wo die Leitenbacher auch ihr Grablege hatten.

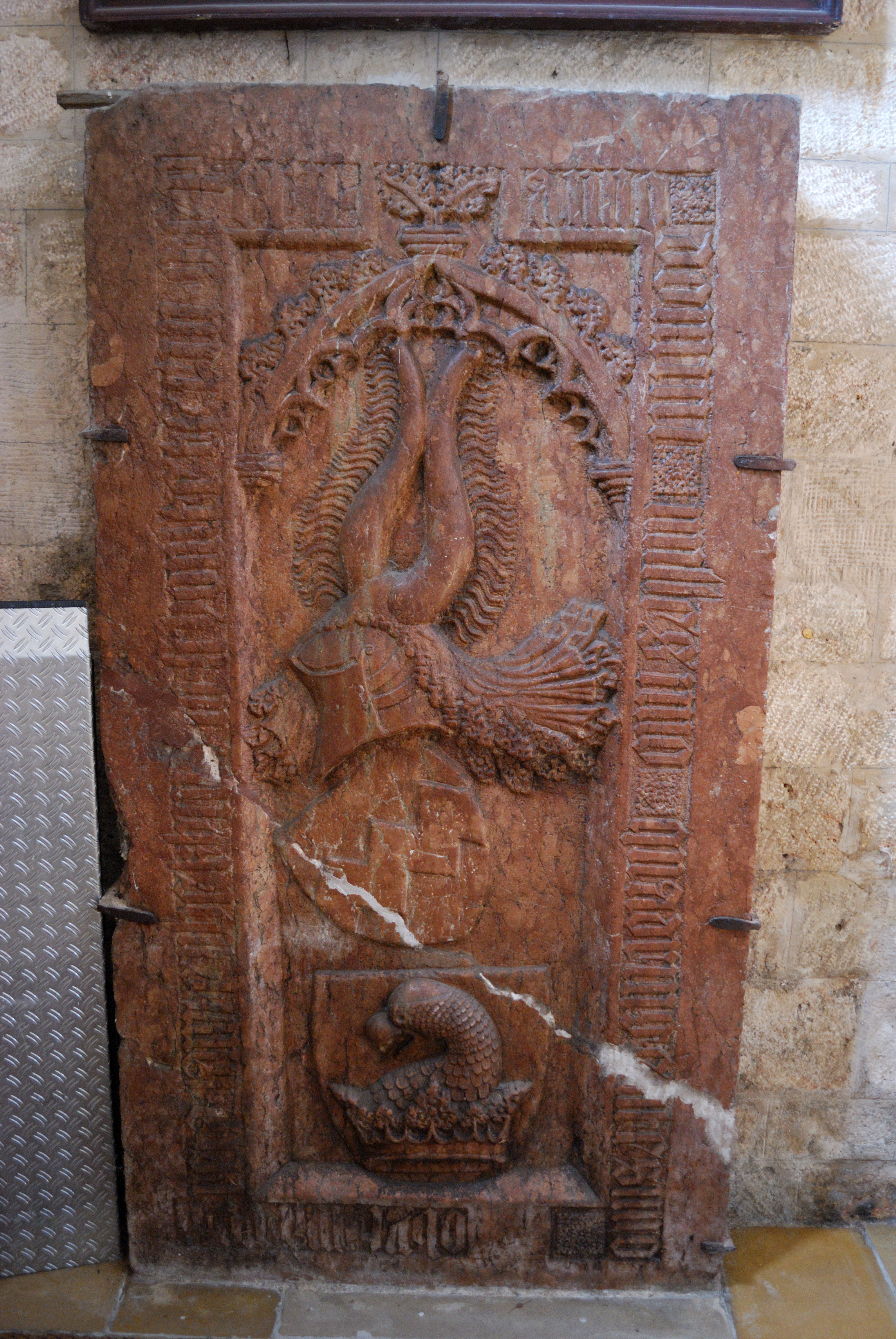
Epitaph der Margaretha Leitenbeck († 1400) in der Klosterkirche Biburg

Als Erbauer der Burg wird dieses edelfreie Geschlecht angesehen, das im 12. und bis Anfang des 13. Jahrhunderts mehrmals als Wohltäter der Klosters Biburg, aber auch von Kloster Rohr auftritt. Rudolf Leitenbacher tradiert Mitte des 12. Jahrhunderts seinen Diener Pernger als Fünf-Pfennig-Censualen an das Kloster Geisenfeld. Albert und Ernst von Leitenbach stehen um 1160 in einer Zeugenliste, als der Edelfreie Rawin von Notzenhausen Güter an das Kloster Rohr tradiert. Damit endet diese Familie.
In der Folge treten noch mehrere Männer auf, die sich nach Leitenbach nennen, die aber nicht sicher einer Familie zugeordnet werden können. Zudem wurde Leitenbach im 14. Jahrhundert geteilt, was dazu führte, dass die Burg ab dem 15. Jahrhundert nicht mehr bewohnt wurde. Wilhelm der „Lewtenbeck zu Lewtenbach“ verkauft den Sedelsitz und den Bau zu Gosseltshausen 1392 an Ulrich den Heiligenstetter; er könnte der Letzte gewesen sein, der in der Burg Leitenbach wohnte, allerdings nennt er sich ab 1403 nach Wackerstein. Der nächste Besitzer von Leitenbach ist Dieter Leutenbeck, der sich aber nach Sandelzhausen nennt. 1426 erreicht Ulrich Waldecker nach einer Klage gegen seinen Schwiegervater „Tyewolt dem Läwtenbecken“, dass ihm und seiner Frau Agathe Burgstall und Dorf Leitenbach eingeantwortet werden, wobei die Bezeichnung Burgstall darauf hindeutet, dass die Burg bereits ruinös war. 1462 verkaufen Grog von Waldeck und seine Frau Elisabeth ihren Besitz zu Leitenbach an Wiguläus von Weichs, der Leitenbach 1468 an das Kloster Biburg vertauscht. Nach der Auflösung des Biburger Konvents kommt Leitenbach nach einer Übergangszeit 1589 an das Jesuitenkolleg Ingolstadt. Hier verbleibt es bis zur Aufhebung des Jesuitenordens bis 1773, dann kommt es an den Malteserorden. Bei diesem verbleibt die Hofmark Leitenbach bis 1808.